# Armorial du Saint-Empire
Cette page donne les armoiries (figures et blasonnements) des états immédiats du Saint-Empire (romain germanique), en allemand : Reichstände. 

## Saint-Empire romain germanique
| Nom                            | Figure                                                                                 | Blasonnement                                                                 |
| ------------------------------ | -------------------------------------------------------------------------------------- | ---------------------------------------------------------------------------- |
| Saint-Empire romain germanique |                                                                                        | Avant 1368 : d'or, à l'aigle de sable, membrée, becquée et armée de gueules. |
| Saint-Empire romain germanique | Après 1368 : d'or, à l'aigle bicéphale de sable, membrée, becquée et armée de gueules. |                                                                              |

### Grands-offices desPrinces-électeurs(Erzämter)
Chacun des princes électeurs était porteur d'un grand office de l'Empire. Pour une partie des électeurs laïcs, cet office se traduisait par une marque héraldique qui venait augmenter les armes de son titulaire.
| Nom | Marque                                          | Titulaire | Blasonnement |
| --- | ----------------------------------------------- | --------- | --- |
| Archi-chancelier du Saint-Empire pour la Germanie (à l'archevêque de Mayence)                                                                     | Sans marque héraldique                          |           | |
| Archi-chancelier du Saint-Empire pour l'Italie (à l'archevêque de Cologne)                                                                        | Sans marque héraldique                          |           | |
| Archi-chancelier du Saint-Empire pour la Gaule et Arles (à l'archevêque de Trêves)                                                                | Sans marque héraldique                          |           | |
| Archi-chambellan du Saint-Empire (au margrave de Brandebourg après 1351)                                                                          |                                                 |           | D'azur au sceptre d'or posé en pal. |
| Archi-chambellan du Saint-Empire (au margrave de Brandebourg après 1351)                                                                          | D'azur aux deux sceptres d'or posés en sautoir. |           | |
| Archi-échanson du Saint-Empire (au roi de Bohême)                                                                                                 | Sans marque héraldique                          |           | |
| Archi-sénéchal du Saint-Empire (au comte palatin du Rhin de 1329 à 1623 et de 1706 à 1714, puis au duc de Bavière, de 1623 à 1706 et après 1714.) |                                                 |           | De gueules à l'orbe d'or. |
| Archi-sénéchal du Saint-Empire (au comte palatin du Rhin de 1329 à 1623 et de 1706 à 1714, puis au duc de Bavière, de 1623 à 1706 et après 1714.) |                                                 |           | De gueules à l'orbe d'or. |
| Archi-trésorier du Saint-Empire (au comte palatin du Rhin de 1652 à 1706 et de 1714 à 1777, puis au duc de Hanovre de 1710 à 1714 et après 1777)  |                                                 |           | De gueules à la couronne de Charlemagne d'or. |
| Archi-trésorier du Saint-Empire (au comte palatin du Rhin de 1652 à 1706 et de 1714 à 1777, puis au duc de Hanovre de 1710 à 1714 et après 1777)  |                                                 |           | De gueules à la couronne de Charlemagne d'or. |
| Archi-maréchal du Saint-Empire (au duc de Saxe après 1356)                                                                                        |                                                 |           | Coupé de sable et d'argent aux deux épées de gueules posées en sautoir. |
| Archi-porte-étendard du Saint-Empire (au duc de Hanovre de 1692 à 1706 et de 1714 à 1777)                                                         | sans marque héraldique connue                   |           | Après son rétablissement dans la dignité d'Archi-porte-étendard en 1714, l'électeur de Hanovre refusa d'abandonner le titre d'architrésorier et la marque héraldique afférente. |

### Offices héréditaires de l'Empire (Erbämter)
Les marques héraldiques des offices héréditaires reprennent globalement celles des grands-offices. Elles s'en distinguent néanmoins en s'employant comme élément de partition plutôt qu'en sur-le-tout.
| Nom                                                                                       | Figure | Blasonnement |
| ----------------------------------------------------------------------------------------- | ------ | --- |
| Chambellan héréditaire de l'Empire (à la maison de Hohenzollern-Sigmaringen, depuis 1520) |        | Deux sceptres d'or en sautoir sur champ de gueules . Portée d'abord en sur-le-tout, puis en quartier.                            |
| Echanson héréditaire de l'Empire (à la maison de Limpurg, de 1356 à 1713)                 |        | Un double gobelet d'or brochant sur les écartelures.                                                                             |
| Maréchal héréditaire de l'Empire (à la maison de Pappenheim, depuis le XIIe siècle)       |        | La marque d'archimaréchal (deux épées de gueules en sautoir sur un coupé de sable et d'argent) utilisée en 1 et 4 d'un écartelé. |
| Sénéchal héréditaire de l'Empire (à la maison de Waldburg depuis 1525)                    |        | La marque d'archisénéchal (Une orbe crucifère d'or sur champ de gueules) utilisée en chef.                                       |
| Trésorier héréditaire de l'Empire (à la maison de Sinzendorf depuis 1654)                 |        | La marque d'architrésorier (Une couronne de Charlemagne d'or sur champ de gueules) utilisées en premier élément d'un coupé.      |

### Offices impériaux (Reichsämter)
Certains des lignages possédant des dignités auliques augmentaient leurs armes d'une marque héraldique.
| Nom                                                | Marque | Titulaire | Blasonnement |
| -------------------------------------------------- | ------ | --------- | --- |
| Porte-bannière de l'Empire (au duc de Wurtemberg)  |        |           | Une bannière d'or en bande à l'aigle de sable sur champ d'azur.                                                                           |
| Huissier de l'Empire (au comte de Werthern)        |        |           | Un bâton d'or en bande à trois feuilles sur champ de sable.                                                                               |
| Veneur de l'Empire (au comte d'Urach)              |        |           | Un cor de gueules, garni d'argent et attaché d'azur sur champ d'or (forme le cimier des ducs de Wurtemberg, par ailleurs comtes d'Urach). |
| Palefrenier de l'Empire (au prince de Schwarzburg) |        |           | Une fourche et un peigne de gueules en fasces sur champ d'or.                                                                             |

## Cercles impériaux

### Cercle d'Autriche
| Nom                                                 | Figure                                           | Blasonnement |
| --------------------------------------------------- | ------------------------------------------------ | --- |
| Duché puis Archiduché d'Autriche                    |                                                  | Anciennes armes: D'azur à cinq aiglettes d'or.                                                                       |
| Duché puis Archiduché d'Autriche                    | Armes modernes: De gueules à la fasce d'argent,. | |
| Bailliages teutoniques d'An der Etsch et d'Autriche |                                                  | D'argent à la croix de sable.                                                                                        |
| Principauté épiscopale de Bressanone                |                                                  | De gueules à l'agneau pascal au naturel.                                                                             |
| Carinthie (duché)                                   |                                                  | Parti d'or, à trois léopards de sable et de gueules à la fasce d'argent,.                                            |
| Carniole (duché)                                    |                                                  | D'argent à l'aigle d'azur membrée languée et becquée de gueules chargée d'un croissant échiqueté de gueules et d'or. |
| Principauté épiscopale de Coire                     |                                                  | D'argent au bouquetin de sable.                                                                                      |
| Styrie (duché)                                      |                                                  | De sinople, à la panthère d'argent, armée et accornée de gueules, crachant du feu du même,.                          |
| Principauté épiscopale de Trente                    |                                                  | D'argent à l'aigle de sable, becquée, armée et liée d'or, enflammée de gueules.                                      |
| Ville impériale de Trieste                          |                                                  | Coupé, au 1 de l'Empire et au 2, de gueules à la fasce d'argent, à la pointe de lance fleurdelisée d'or.             |
| Tyrol (comté)                                       |                                                  | D'argent à l'aigle éployée de gueules, membrée et becquée d'or.                                                      |

### Cercle de Bavière
| Nom                                                  | Figure | Blasonnement |
| ---------------------------------------------------- | --- | --- |
| Bavière (voir Armorial de la famille de Wittelsbach) | | Avant 1623 (ducs de Bavière) : fuselé en bande d'azur et d'argent,.                                                               |
| Bavière (voir Armorial de la famille de Wittelsbach) | Après 1623 (électeurs de Bavière) : écartelé en 1 et 4 de sable, au lion d'or, armé, lampassé et couronné de gueules et en 2 et 3 fuselé en bande d'azur et d'argent, sur le tout de gueules à l'orbe d'or cerclée de même. | |
| Principauté épiscopale de Frisingue                  | | D'or, à la tête de maure de sable, vêtu et couronné de gueules, à la boucle d'oreille de même                                     |
| Prévôté de Berchtesgaden                             | | écartelé, au 1 de gueules aux clés de Saint Pierre passées en sautoir, au 2, d'azur à six fleurs de lis d'argent                  |
| Principauté de Leuchtenberg                          | | D'argent à la fasce d'azur |
| Abbaye d'Obermünster                                 | | d'azur à neuf fleurs de lis d'or.                                                                                                 |
| Principauté épiscopale de Passau                     | | D'argent au loup rampant de gueules                                                                                               |
| Duché de Palatinat-Neubourg                          | | écartelé en 1 et 4 de sable, au lion d'or, armé, lampassé et couronné de gueules et en 2 et 3 fuselé en bande d'azur et d'argent. |
| Principauté épiscopale de Ratisbonne                 | | De gueules à la bande d'argent |
| Cité impériale de Ratisbonne                         | | De gueules aux clés d'argent, passées en sautoir                                                                                  |
| Principauté archiépiscopale de Salzbourg             | | Parti, au 1 d'or au lion de sable, au 2 de gueules à la fasce d'argent                                                            |

### Cercle de Bourgogne
| Nom                                                                               | Figure | Blasonnement |
| --------------------------------------------------------------------------------- | --- | --- |
| Bourgogne (comté) Franche-Comté                                                   | | Avant 1280 : de gueules à l'aigle éployée d'argent,.                                                                         |
| Bourgogne (comté) Franche-Comté                                                   | Après 1280 : d'azur semé de billettes d'or au lion du même, armé et lampassé de gueules, brochant sur le tout. | |
| Brabant (comté puis duché)                                                        | | Avant 1288 : de sable, au lion d'or, armé et lampassé de gueules.                                                            |
| Brabant (comté puis duché)                                                        | De 1288 à 1406 : écartelé, en 1 et 4 de sable, au lion d'or, armé et lampassé de gueules, et en 2 et 3 d'argent au lion de gueules, la queue fourchée, armé, et lampassé d'or.                                                                                           | |
| Brabant (comté puis duché)                                                        | De 1406 à 1430 : écartelé en 1 et 4 d'azur aux trois fleurs de lys d'or et à la bordure componée d'argent et de gueules, en 2 de sable au lion d'or, la queue fourchée, armé et lampassé de gueules et au 3 d'argent au lion de gueules armé, couronné et lampassé d'or. | |
| Flandre (comté)                                                                   | | D'or, au lion de sable, armé et lampassé de gueules.                                                                         |
| Gueldre (comté puis duché)                                                        | | Avant 1236 : d'or aux trois quintefeuilles de gueules.                                                                       |
| Gueldre (comté puis duché)                                                        | De 1236 à 1276 : d'azur semé de billettes d'or au lion de même, | |
| Gueldre (comté puis duché)                                                        | De 1276 à 1378 : d'azur au lion d'or armé, lampassé et couronné de gueules. | |
| Gueldre (comté puis duché)                                                        | Après 1378 : parti, en 1 d'azur au lion contourné couronné d'or, armé, lampassé et couronné de gueules, et en 2 d'or au lion de sable armé et lampassé de gueules. | |
| Hainaut (comté)                                                                   | | Avant 1299 : chevronné d'or et de sable.                                                                                     |
| Hainaut (comté)                                                                   | De 1299 à 1254 : écartelé en 1 et 4 d'or, au lion de sable, armé et lampassé de gueules et en 2 et 3 d'or, au lion de gueules, armé et lampassé d'azur. | |
| Hainaut (comté)                                                                   | De 1254 à 1433 : écartelé en 1 et 4 fuselé en bande d'azur et d'argent et en 2 et 3 contre-écartelé en 1 et 4 d'or, au lion de sable, armé et lampassé de gueules et en 2 et 3 d'or, au lion de gueules, armé et lampassé d'azur.                                        | |
| Hollande (comté)                                                                  | | Avant 1299 : d'or, au lion de gueules, armé et lampassé d'azur. Après 1299 : identique à celle du Hainaut.                   |
| Limbourg (comté puis duché) (voir aussi Armoiries du Limbourg et du Luxembourg)   | | Avant 1214 : d'argent au lion de gueules armé et lampassé d'or.                                                              |
| Limbourg (comté puis duché) (voir aussi Armoiries du Limbourg et du Luxembourg)   | Après 1214 : d'argent au lion de gueules, la queue fourchée, armé, lampassé et couronné d'or. | |
| Looz et Chiny (comtés)                                                            | | Comtes de Looz : burelé d'or et de gueules.                                                                                  |
| Looz et Chiny (comtés)                                                            | Comtes de Chiny : de gueules semé de croisettes d'or et aux deux bars d'or. | |
| Looz et Chiny (comtés)                                                            | Comtes de Looz et de Chiny : parti, en 1 burelé d'or et de gueules et en 2 de gueules semé de croisettes d'or et aux deux bars d'or | |
| Looz et Chiny (comtés)                                                            | Comtes de Looz et de Chiny de la maison de Heinsberg : écartelé en 1 et 4 de gueules, parti, en 1 burelé d'or et de gueules et en 2 de gueules semé de croisettes d'or et aux deux bars d'or, et en 2 et 3 au lion d'argent, la queue fourchée passée en sautoir.        | |
| Looz et Chiny (comtés)                                                            | Comtes de Looz et de Chiny de la maison de Montferrat-Oreye : écartelé en 1 et 4 d'argent, au lion de sable, et en 2 et 3 parti, en 1 burelé d'or et de gueules et en 2 de gueules semé de croisettes d'or et aux deux bars d'or.                                        | |
| Luxembourg (comté puis duché) (voir aussi Armoiries du Limbourg et du Luxembourg) | | De 1240 à 1281 et après 1288 : burelé d'argent et d'azur de dix pièces, au lion de gueules, armé, lampassé et couronné d'or. |
| Luxembourg (comté puis duché) (voir aussi Armoiries du Limbourg et du Luxembourg) | De 1282 à 1288 : burelé d'argent et d'azur de dix pièces, au lion de gueules, la queue fourchée passée en sautoir, armé, lampassé et couronné d'or. | |
| Namur (comté puis marquisat)                                                      | | D'or, au lion de sable, armé et lampassé de gueules et à la bande de gueules.                                                |

### Cercle de Franconie
| Nom                                        | Figure | Blasonnement |
| ------------------------------------------ | --- | --- |
| Principauté d'Ansbach                      | | D'or, au lion de sable à la queue fourchée, couronné, armé et lampassé de gueules.                                                            |
| Principauté épiscopale de Bamberg          | | D'or, au lion de sable, armé et lampassé de gueules, à la cotice (alias bande) d'argent.                                                      |
| Principauté de Bayreuth                    | | Maison Hohenzollern: écartelé de Hohenzollern et de Nuremberg.                                                                                |
| Principauté épiscopale d'Eichstätt         | | De gueules à la crosse d'argent mouvante du pied de l'écu.                                                                                    |
| Comté d'Erbach                             | | Coupé de gueules et d'argent à trois étoiles de l'un dans l'autre.                                                                            |
| Bailliage teutonique de Franconie          | | D'argent à la croix de sable. |
| Comté de Henneberg                         | | D'or au coq de sable sur un mont de sinople.                                                                                                  |
| Comté de Hohenlohe                         | | D'argent à deux léopards (alias léopards lionnés) de sable.                                                                                   |
| Comté de Limpurg                           | | écartelé, au 1 et 4 coupé-vivré de gueules et d'argent (Franconie), aux 2 et 3 d'azur à cinq battes d'argent.                                 |
| Cité impériale de Nuremberg                | | Mi-parti de l'Empire et bandé de gueules et d'argent..                                                                                        |
| Burgraviat de Nuremberg                    | | D'or, au lion de sable à la queue fourchée, couronné, armé et lampassé de gueules, le tout dans une bordure componnée d'argent et de gueules. |
| Burgraviat de Nuremberg                    | Maison Hohenzollern: écartelé de Hohenzollern et de Nuremberg.                                                       | |
| Burgraviat de Nuremberg                    | Les mêmes, devenus électeurs de Brandebourg: écartelé de Brandebourg, de Nuremberg, de Hohenzollern et de Poméranie. | |
| Cité impériale de Rothenburg ob der Tauber | | A blasonner. |
| Comté de Schwartzenberg                    | | Palé d'argent et d'azur de huit pièces.. |
| Cité impériale de Schweinfurt              | | D'azur à l'aigle d'argent. |
| Cité impériale de Bad Windsheim            | | D'argent à l'aigle de sable, membrée et becquée d'or, la poitrine chargée d'un W du même.                                                     |
| Principauté épiscopale de Wurtzbourg       | | écartelé, au 1 et 4 coupé-vivré de gueules et d'argent (Franconie), aux 2 et 3 d'azur à la bannière écartelée de gueules et d'argent.         |

### Cercle du Bas-Rhin-Westphalie
| Nom                                 | Figure | Blasonnement |
| ----------------------------------- | --- | --- |
| Cité impériale d'Aix-La-Chapelle    | | D'or à l'aigle de sable, membrée et becquée de gueules. |
| Comté puis Duché de Berg            | | D'argent au lion de gueules, la queue fourchée passée en sautoir, armé, lampassé et couronné d'azur.. |
| Duché épiscopal de Cambrai          | | D'argent à trois lions de gueules. |
| Cité impériale de Cambrai           | | D'or à l'aigle bicéphale de sable, membrée et becquée de gueules, chargée sur la poitrine d'un écu d'or à trois lion d'azur. |
| Comté puis duché de Clèves          | | Famille de Clèves : de gueules, à l'écusson d'argent, aux rais d'escarboucle d'or brochant sur le tout. |
| Comté puis duché de Clèves          | Famille de la Marck : écartelé, en 1 et 4 de gueules, à l'écusson d'argent, aux rais d'escarboucle d'or brochant sur le tout, et en 2 et 3 d'or, à la fasce échiquetée d'argent et de gueules de trois tires.             | |
| Cité impériale de Cologne           | | D'hermine, au chef de gueules à trois couronnes d'or alias D'argent à onze larmes de sable, au chef de gueules à trois couronnes d'or. |
| Abbaye de Corvey                    | | Coupé d'or de gueules. |
| comté de Delmenhorst                | | D'azur, à la croix pattée, au pied fiché, d'or. |
| comté de Delmenhorst                | XVe siècle : parti d'or, à deux fasces de gueules et d'azur, à la croix pattée, au pied fiché, d'or. | |
| comté de Dietz                      | | De gueules à deux léopards d'or, armés et lampassés d'azur. |
| Cité impériale de Dortmund          | | D'or à l'aigle de sable, membrée et becquée de gueules. |
| comté de Frise orientale            | | à blasonner. |
| Comté de Hoya                       | | d'or à deux pattes d'ours de sable posées en pal. |
| comté de Juliers                    | | D'or au lion de sable armé et lampassé de gueules. |
| Principauté épiscopale de Liège     | | Écartelé, en 1, de gueules, à la fasce d'argent, en 2, d'argent, à trois lions de sinople, armés et lampassés de gueules, et couronnés d'or, en 3, burelé d'or et de gueules et en 4, d'or, à trois cors de chasse de gueules, virolés et enguichés d'argent ; sur-le-tout de gueules au perron d'or haussé, supporté par trois lions sur trois degrés, monté d'une pomme de pin, sommé d'une croix pattée, le tout d'or, accosté d'un L et G majuscules de même. |
| Comté de la Marck                   | | Comtes de la Marck : d'or, à la fasce échiquetée d'argent et de gueules de trois tires. |
| Comté de la Marck                   | Comtes de Clèves et de la Marck : écartelé, en 1 et 4 de gueules, à l'écusson d'argent, aux rais d'escarboucle d'or brochant sur le tout, et en 2 et 3 d'or, à la fasce échiquetée d'argent et de gueules de trois tires. | |
| Principauté épiscopale de Minden    | | De gueules, aux clés d'argent, passées en sautoir. |
| Principauté épiscopale de Münster   | | D'or à la fasce de gueules. |
| Comté d'Oldenbourg                  | | D'or, à deux fasces de gueules. |
| Comté d'Oldenbourg                  | XVe siècle : parti d'or, à deux fasces de gueules et d'azur, à la croix pattée, au pied fiché, d'or. | |
| Principauté épiscopale d'Osnabrück  | | D'argent à la roue de gueules. |
| Principauté épiscopale de Paderborn | | Anciennes armes: De gueules à la croix d'or. |
| Principauté épiscopale de Paderborn | Armes modernes: D'argent à la croix de gueules. | |
| Comté de Ravensberg                 | | D'argent, à trois chevrons de gueules . |
| Principauté épiscopale d'Utrecht    | | De gueules à la croix d'argent. |

### Cercle du Haut-Rhin
| Nom                                                               | Figure | Blasonnement |
| ----------------------------------------------------------------- | --- | --- |
| Principauté épiscopale de Bâle                                    | | D'argent à la crosse de gueules. |
| Cité impériale de Colmar                                          | | parti de gueules et de sinople à la masse d’armes d’or posée en barre brochant sur le tout.                                           |
| Cité impériale de Francfort-sur-le-Main                           | | De gueules à l'aigle d'argent, membrée et becquée d’or, languée d'azur.                                                               |
| Abbaye de Fulda                                                   | | D'argent à la croix de gueules. |
| Cité impériale de Haguenau                                        | | D'azur à la quintefeuille d'argent boutonnée de gueules.                                                                              |
| Landgraviat de Hesse                                              | | D'azur au lion fascé d'argent et de gueules, armé et couronné d'or.                                                                   |
| Comté d'Isenburg                                                  | | D'argent à deux fasces de sable. |
| Cité impériale de Kaysersberg                                     | | D'argent à la bourse de sable ferrée d’or.                                                                                            |
| Lorraine (duché) (voir aussi Armorial de la maison de Lorraine)   | | Maison d'Alsace (jusqu'en 1430) : d'or à la bande de gueules chargée de trois alérions d'argent.                                      |
| Lorraine (duché) (voir aussi Armorial de la maison de Lorraine)   | Maison d'Anjou (1430-1473) : coupé et tiercé en pal, en 1 fascé de gueules et d'argent, en 2 d'azur semé de lys d'or et au lambel de gueules, en 3 d'argent à la croix potencée d'or, cantonnée de quatre croisettes du même, en 4 d'azur semé de lys d'or et à la bourdure de gueules, en 5 d'azur semé de croisettes d'or et aux deux bar d'or et en 6 d'or à la bande de gueules chargé de trois alérions d'argent. Sur le tout d'or aux quatre pals de gueules. | |
| Lorraine (duché) (voir aussi Armorial de la maison de Lorraine)   | René II, duc de Lorraine (1473-1508) et son fils Antoine jusqu'en 1538 : coupé le chef parti en 3, au premier fascé de gueules et d'argent, au second d'azur semé de lys d'or et au lambel de gueules, au troisième d'argent à la croix potencée d'or, cantonnée de quatre croisettes du même, au quatrième d'or aux quatre pals de gueules ; la pointe parti d'azur semé de lys d'or et à la bourdure de gueules, et d'azur semé de croisettes d'or et aux deux bar d'or. Sur le tout d'or à la bande de gueules chargé de trois alérions d'argent. | |
| Lorraine (duché) (voir aussi Armorial de la maison de Lorraine)   | Maison de Vaudémont (1538-1737) : coupé et parti en 3, au premier fascé de gueules et d'argent, au second d'azur semé de lys d'or et au lambel de gueules, au troisième d'argent à la croix potencée d'or, cantonnée de quatre croisettes du même, au quatrième d'or aux quatre pals de gueules au cinquième parti d'azur semé de lys d'or et à la bourdure de gueules, au sixième d'azur au lion contourné d'or, armé, lampassé et couronné de gueules, au septième d'or au lion de sable armé et lampassé de gueules, au huitième d'azur semé de croisettes d'or et aux deux bar d'or. Sur le tout d'or à la bande de gueules chargé de trois alérions d'argent. | |
| Cité impériale de Metz                                            | | Parti d'argent et de sable. |
| Cité impériale de Mulhouse                                        | | D'argent à la roue de moulin de gueules.                                                                                              |
| Seigneurie de Reipoltskirchen                                     | | De sinople, semé de billettes d'or, à l'ancre renversée d'argent.                                                                     |
| Comtés de Salm                                                    | | De gueules semé de croisettes recroisettées au pied fiché d'argent à deux saumons adossés du même.                                    |
| Comté de Sarrebruck                                               | | D'azur, semé de croisettes d'argent, au lion de même, armé et langué de gueules, couronné d'or.                                       |
| Savoie (comté, puis duché) (voir Armorial de la maison de Savoie) | | De gueules, à la croix d'argent. |
| Comtés de Sayn                                                    | | De gueules au lion léopardé d'or, armé et lampassé d'azur.                                                                            |
| Cité impériale de Sélestat                                        | | D'argent au lion couronné de gueules.                                                                                                 |
| Comtés de Solms                                                   | | d'or semé de billettes d'azur au lion couronné du même, armé et lampassé de gueules, brochant sur le tout.                            |
| Principauté épiscopale de Spire                                   | | D'azur à la croix d'argent. |
| Comté de Sponheim                                                 | | Échiquetté de gueules et d'argent..                                                                                                   |
| Principauté épiscopale de Strasbourg                              | | De gueulesà la bande d'argent. |
| Cité impériale de Strasbourg                                      | | D'argent à la bande de gueules. |
| Vaudémont (comté)                                                 | | Avant 1346 : burelé d'argent et de sable de dix pièces.                                                                               |
| Vaudémont (comté)                                                 | De 1346 à 1386 (famille de Joinville) : d'azur à trois broyes d'or, au chef d'argent chargé d'un lion issant de gueules | |
| Vaudémont (comté)                                                 | De 1386 à 1473 (branche cadette de Lorraine) : d'or à la bande de gueules chargée de trois alérions d'argent, brisé d'un lambel d'azur. | |
| Cité impériale de Verdun                                          | | D'azur à la cathédrale de quatre flèches derrière laquelle s'élève un beffroi, entourée de murailles, le tout d'or maçonné de sable.. |
| Principauté épiscopale de Worms                                   | | De sable semé de ix billettes d'or à la clé d'argent en bande.                                                                        |
| Cité impériale de Worms                                           | | De gueules à la clé d'argent en bande accompagnée d'une étoile d'or en chef.                                                          |

### Cercle électoral du Rhin
| Nom                                                                             | Figure | Blasonnement |
| ------------------------------------------------------------------------------- | --- | --- |
| Duché d'Arenberg                                                                | | De gueules à trois fleurs de néflier d'or, percées du champ.                                                        |
| Comté de Nassau-Beilstein                                                       | | d'azur semé de billettes d'or au lion couronné du même, armé et lampassé de gueules, brochant sur le tout.          |
| Bailliage teutonique de Coblence                                                | | D'argent à la croix de sable.                                                                                       |
| archevêché-électorat Cologne                                                    | | D'argent à la croix de sable.                                                                                       |
| Comté d'Isenburg                                                                | | D'argent à deux fasces de sable.                                                                                    |
| Comté de Nieder-Isenburg                                                        | | D'argent à deux fasces de gueules.                                                                                  |
| archevêché-électorat Mayence                                                    | | De gueules à la roue d'argent.                                                                                      |
| Comté de Neuenahr                                                               | | D'or à l'aigle de sable, becquée et membrée de gueules.                                                             |
| Comté-électorat de Palatinat du Rhin (Comté palatin du Rhin, électorat palatin) | | Armes propres, utilisées seules avant 1215 (Welfs) : de sable, au lion d'or, armé, lampassé et couronné de gueules. |
| Comté-électorat de Palatinat du Rhin (Comté palatin du Rhin, électorat palatin) | Après 1215 (Wittelsbach) : écartelé en 1 et 4 de sable, au lion d'or, armé, lampassé et couronné de gueules (Palatinat du Rhin), et en 2 et 3 fuselé en bande d'azur et d'argent (Wittelsbach). Du fait du caractère fortement personnalisé des armes, on trouve souvent ces armes chargées de l'écu de la dignité d'archisénéchal d'Empire (une orbe crucifère d'or sur champ de gueules). | |
| Comté-électorat de Palatinat du Rhin (Comté palatin du Rhin, électorat palatin) | À partir du XVIe siècle, petites armes : parti de sable au lion d'or contourné armé, couronné et lampassé de gueules (Palatinat du Rhin, contourné) et fuselé en bande d'azur et d'or (Wittelsbach), enté en pointe de gueules à l'orbe crucifère d'or (dignité d'archisénéchal d'Empire).                                                                                                  | |
| Burgraviat de Rheineck                                                          | | D'argent fuselé de gueules, au chef d'or.                                                                           |
| archevêché-électorat Trêves                                                     | | D'argent à la croix de gueules.                                                                                     |
| Principauté de la Tour et Tassis                                                | | D'azur au blaireau d'argent.                                                                                        |

### Cercle de Basse-Saxe
| Nom                                       | Figure | Blasonnement |
| ----------------------------------------- | --- | --- |
| Principauté archiépiscopale de Brême      | | De gueules aux clés d'argent passées en sautoir, accompagnées en chef d'une croisette du même. |
| Ville impériale de Brême                  | | De gueules à la clé d'argent posée en bande. |
| Duché de Brunswick                        | | De gueules à deux léopards d'or. |
| Principauté épiscopale de Halberstadt     | | Parti d'argent et de gueules. |
| Cité impériale de Goslar                  | | D'or à l'aigle de sable, membrée et becquée de gueules. |
| Cité impériale de Hambourg                | | De gueules au château d'argent, crénelé et surmonté de trois tours du même, celle du milieu couverte d'un dôme croiseté, les deux autres crénelées et surmontées chacune d'une étoile à six raies aussi d'argent.                                                |
| Holstein (comté puis duché)               | | De gueules, à la feuille d'ortie d'argent. |
| Holstein (comté puis duché)               | Holstein-Gottorp: Ecartelé : 1, de gueules, au lion couronné d'or, tenant dans ses pattes une hache danoise d'argent, emmanchée du second (de Norvège ancien) ; 2, d'or, à deux lions léopardés d'azur, armés et lampassés de gueules (de Schleswig) ; 3, de gueules, à la feuille d'ortie d'argent (de Holstein) ; 4, de gueules, au cygne d'argent, becqué, membré et colleté d'une couronne d'or (de Storman ; enté en pointe de gueules, au cavalier armé d'argent (de Ditmarsie) ; sur-le-tout, écartelé d'or à deux fasces de gueules (de Oldenbourg) et d'azur, à la croix pattée, au pied fiché d'or (de Delmenhorst). | |
| Cité impériale de Lübeck                  | | D'or à l'aigle bicéphale de sable, membrée et becquée de gueules, portant sur la poitrine une écu coupé d'argent et de gueules. |
| Principauté de Lunebourg                  | | D'or semé de cœurs de gueules, au lion d'azur. |
| Principauté de Lunebourg                  | Brunswick-Lunebourg: Parti de Brunwick et de Lunebourg. | |
| Principauté archiépiscopale de Magdebourg | | Coupé de gueules et d'argent. |
| Mecklembourg (duché)                      | | D'or, au rencontre de taureau de sable, languée de gueules dentée, accornée et allumée d'argent et couronnée du champ. |
| Mecklembourg-Schwerin (duché)             | | Écartelé au 1 et 4 d'or, au rencontre de taureau de sable, languée de gueules dentée, accornée et allumée d'argent et couronnée du champ au 2 d'azur, au griffon d'or et au 4 coupé : 1, d'azur, au griffon passant d'or ; 2, de sinople, à la bordure d'argent. |
| Mecklembourg-Strelitz (duché)             | | |
| Cité impériale de Mülhausen               | | Coupé, au 1 d'or à l'aigle issante de sable, membrée et becquée de gueules, au 2 de gueules au fer de mouiln d'argent. |
| Cité impériale de Nordhausen              | | D'or à l'aigle issante de sable, membrée et becquée de gueules, couronnée d'or. |
| Comté de Rantzau                          | | Parti d'argent et de gueules. |
| Principauté de Ratzebourg                 | | De gueules à la croix pattée d'argent, couronnée d'or. |
| Duché de Saxe-Lauenbourg                  | | Ecartelé : aux I et IV burelé de dix pièces de sable et d'or au crancelin de sinople, brochant en bande sur le tout (de Saxe) ; au II d'azur, à l'aigle d'or (du Palatinat de Saxe) ; au III d'argent à trois bouterolles de gueules (d'Angrie).                 |
| Principauté épiscopale de Schwerin        | | Coupé de gueules et d'or. |

### Cercle de Haute-Saxe
| Nom                                     | Figure | Blasonnement                                                                              |
| --------------------------------------- | --- | ----------------------------------------------------------------------------------------- |
| Brandebourg (margraviat puis électorat) | | D'argent, à l'aigle de gueules, membrée, becquée et languée d'or.                         |
| Brandebourg (margraviat puis électorat) | Les armes sont aussi représentées avec l'écu d'archi-chambellan de l'empire, dignité possédée par l'électeur de Brandebourg : d'argent, à l'aigle de gueules, membrée, becquée et languée d'or brandissant dans sa serre dextre un sceptre d'or et dans sa serre senextre une épée d'argent à la poignée d'or et portant sur le tout d'azur au sceptre d'or. |                                                                                           |
| Diocèse de Cammin                       | |                                                                                           |
| Comté de Mansfeld                       | | D'argent fuselé de six pièces de gueules.                                                 |
| Poméranie (duché)                       | | D'argent, au griffon de gueules, armé et becqué d'or.                                     |
| Abbaye de Quedlinbourg                  | | De gueules aux deux couteaux d'argent passés en sautoir, au manche d'or.                  |
| Duché de Saxe                           | | Burelé de sable et d'or, au crancelin de sinople, brochant en bande sur le tout.          |
| Duché de Saxe                           | L'électeur de Saxe: Parti, au 1 coupé de sable et d'argent au deux épées de gueules posées en sautoir (Archimaréchalat de l'Empire), au 2 burelé de sable et d'or, au crancelin de sinople, brochant en bande sur le tout (de Saxe). |                                                                                           |
| Comté de Schartzbourg                   | | D'azur au lion léopardé et couronné d'or, langué de gueules.                              |
| Abbaye de Walkenried                    | | D'azur à la mitre d'argent, posée sur une crosse d'or passée en barre, au fanon d'argent. |

### Cercle de Souabe
| Nom                                     | Figure | Blasonnement |
| --------------------------------------- | --- | --- |
| Duché de Souabe (disparu en 1268)       | | d'or aux trois lions passant de sable. |
| Principauté épiscopale d'Augsbourg      | | Parti de gueules et d'argent. |
| Cité impériale d'Augsbourg              | | Parti de gueules et d'argent à la pomme de pin de sinople, posée sur un chapiteau d'or, brochants. |
| Margraviat de Bade                      | | d'or à la bande de gueules. |
| Principauté épiscopale de Constance     | | D'argent à la croix de gueules. |
| Principautés fuggeriennes               | | Parti d'or et d'azur, à deux fleurs de lis de l'un dans l'autre. |
| Comté de Furstenberg                    | | D'or à l'aigle de gueules. |
| Comté de Furstenberg                    | D'or, à la bordure nébulée d'argent sur azur, le champ chargé d'une aigle de gueules, becquée et membrée d'azur.. | |
| Principauté de Furstenberg              | | D'or, à la bordure nébulée d'argent sur azur, le champ ch. d'une aigle de gueules, becquée et membrée d'azur (de Fürstenberg), ch. sur l'estomac d'un écusson écartelé : aux 1 et 4, de gueules, au gonfanon d'argent (Werdenberg) ; aux 2 et 3, d'argent, à la bande vivrée de sable (Heiligenberg).. |
| Comté de Zollern et Hohenzollern        | | écartelé d'argent et de sable. |
| Comté de Liechtentstein                 | | Coupé d'or et de gueules. |
| Comté d'Oettingen                       | | Vairé d'or et de gueules, à l'écusson d'azur, le tout chargé d'un sautoir diminué d'argent. |
| Comté de Waldbourg                      | | D'or à trois léopards de sable, armés et lampassés de gueules, au chef de gueules à l'orbe d'or. |
| comté, puis duché de Wurtemberg (1495)) | | Comté : d'or, à trois demi ramures de cerf de sable. Duché : - à partir de 1504 : écartelé, au 1 et 4 d'or, à trois demi ramures de cerf de sable et au 2 et 3 de gueules aux deux bars adossés d'or - à partir de 1568 : écartelé, au 1 d'or, à trois demi ramures de cerf de sable (qui est du Wurtemberg) au 2 fuselé en bande d'or et de sable (qui est d'Urach), au 3 d'azur au drapeau d'or chargé d'un aigle de sable membrée, becquée de gueules et à la hampe de gueules (qui est de la Dignité de Porte-Bannière de l'Empire) et au 4 de gueules aux deux bars adossés d'or (qui est de Montbéliard). - à partir de 1568 : écartelé, au 1 fuselé en bande d'or et de sable (qui est d'Urach), au 2 d'azur au drapeau d'or chargé d'une aigle de sable membrée, becquée de gueules et à la hampe de gueules (qui est de la Dignité de Porte-Bannière de l'Empire), au 3 de gueules aux deux bars adossés d'or (qui est de Montbéliard) et au 4 d'or, à un buste de vieillard de carnation, vêtu d'un gilet de gueules et d'un col d'azur et coiffé d'un chapeau d'azur et d'un bonnet de gueules (qui est de Heidenheim) ; sur le tout d'or, à trois demi ramures de cerf de sable (qui est du Wurtemberg) |

## Territoires exclus du système des cercles impériaux

### Royaume de Bohême
| Figure | Nom de la principauté et blasonnement |
|        | Bohême (royaume) de gueules, au lion d'argent à la queue fourchée passée en sautoir, couronné, armé et lampassé d'or.                          |
|        | Moravie (margraviat) d'azur, à l'aigle échiquetée d'argent et de gueules, becquée, languée, membrée et couronnée d'or.                         |
|        | Görlitz (duché) coupé de gueules au lion rampant d'argent et d'argent.                                                                         |
|        | Basse-Lusace d'argent au bœuf de gueules sur une terrasse de sinople. On trouve également : d'argent au bœuf rampant de gueules.               |
|        | Haute-Lusace coupé crénelé d'azur et d'or. |
|        | Silésie d'or à l'aigle de sable, armée, becquée et languée de gueules, portant sur son cœur un croisant d'argent surmonté d'une croix de même. |

### Royaume d'Italie
| Nom                                           | Figure | Blasonnement |
| --------------------------------------------- | --- | --- |
| Patriarcat d'Aquilée                          | | D'azur à l'aigle d'or. |
| Marquisat de Ceva                             | | Fascé d'or et de sable. |
| Marquisat de Finale                           | | D'or à cinq bandes de gueules (famille del Carretto). |
| République de Florence                        | | D'argent à la fleur de lis de gueules. |
| Duché de Florence puis Grand-duché de Toscane | | D'or à six boules, cinq de gueules, celle en chef d'azur chargée de trois fleurs de lys d'or (famille Medicis). |
| République de Gênes                           | | D'argent à la croix de gueules. |
| Duché de Guastalla                            | | A blasonner. |
| Comté de Loano                                | | Coupé d'or et d'argent, à l'aigle de sable, becquée, languée et membré de gueules, couronnée d'or (famille Doria). |
| République de Lucques                         | | Parti d'argent et de gueules. |
| Duché de Mantoue                              | | D’argent, à la croix pattée de gueules cantonnée de quatre aigles de sable au vol abaissé ; sur le tout écartelé, au premier et au quatrième de gueules au lion à la queue fourchée d'argent armé et lampassé d’or, couronné et colleté du même, au deuxième et au troisième fascé d'or et de sable. |
| Duché de Massa et Carrare                     | | de gueules à la bande échiquetée d'argent et d'azur de trois tires d'où partent deux rameaux de rose au naturel, au chef d'argent à la croix de gueule, le tout au chef de l'Empire, chargé du mot Libertas (famille Cibo-Malaspina).                                                                |
| Duché de Milan                                | | D'argent à la guivre d'azur, couronnée d'or et engoulant un enfant de gueules. |
| Duché de Milan                                | À partir de 1395: Ecartelé, au 1 'argent à la guivre d'azur, couronnée d'or et engoulant un enfant de gueules, au 2 de l'Empire. | |
| Duché de la Mirandole                         | | à blasonner. |
| Duché de Modène                               | | D'azur à l'aigle d'argent. |
| Principauté de Monaco                         | | D'argent, fuselé de gueules (famille Grimaldi). |
| Marquisat de Montferrat                       | | D'argent au chef de gueules. |
| Comté de Nice                                 | | d'argent à l'aigle couronnée de gueules au vol abaissé, empiétant une montagne de trois coupeaux de sable issant d'une mer d'azur mouvant de la pointe et ondée d'argent. |
| Duché de Parme                                | | D'or à six fleurs de lis d'azur. |
| Principauté de Piombino                       | | D'argent, fuselé de gueules (famille Appiani). |
| Comté de Pitigliano                           | | Bandé d'argent et de gueules, au chef du premier, chargé d'une rose du second et soutenu d'une divise d'or.. |
| Marquisat de Saluces                          | | D'argent au chef d'azur. |
| Comté de Santa Fiora                          | | azur, au lion d'or, armé et lampassé de gueules, tenant dans ses pattes un coing d'or, tigé et feuillé de sinople.. |
| République de Sienne                          | | Parti d'argent et de sable. |
| Comté de Tende                                | | Écartelé: aux 1 et 4, de gueules, au chef d'or (Vintimille); aux 2 et 3, de gueules, à l'aigle éployée d'or, chaque tête couronnée du même (Lascaris).. |

### Suisse
| Nom              | Figure | Blasonnement                                |
| ---------------- | ------ | ------------------------------------------- |
| Comté de Genève  |        | cinq points d'or équipolés à quatre d'azur. |
| Comté de Gruyère |        | De gueules à la grue d'argent.              |

### États séparés de l'Empire avant 1500
| Figure | Nom de la principauté et blasonnement |
|        | Provence (comté) Avant 1245 : d'or à quatre pals de gueules. Après 1245 : d'azur semé de fleurs de lys d'or au lambel de gueules. |
|        | Viennois (dauphiné) Avant 1349 : d'or au dauphin d'azur, crêté, barbé, loré, peautré et oreillé de gueules. Dauphiné (province) Après 1349 [effectif dès 1536 ?] : au premier et au quatrième d'azur aux trois fleurs de lys d'or, au deuxième et au troisième d'or au dauphin d'azur crêté, barbé, loré, peautré et oreillé de gueules. |

## Souverains
Usage pour les titres : jusqu'à Charles Quint (1519-1552), le souverain du Saint-Empire portait le titre de rois des Romains dès son élection. Il ne portait le titre d'Empereur qu'après son sacre par le pape. C'est pour cette raison que certains souverains n'eurent jamais le titre d'Empereur. Après Charles Quint, les Habsbourg se passèrent du sacre et prirent le titre d'empereur dès leur élection. Durant ces deux périodes certains princes furent associés au trône du vivant d'un empereur : ces princes prirent alors le titre de roi des Romains.
dans le tableau suivant, les dates de règne sont celles en tant que roi des Romains, et les princes indiqués sont tous des rois des Romains. Les empereurs sont indiqués, soit par la mention de leur sacre (avant 1550), soit par la mention d'empereur (après 1555).
Usage héraldique : Traditionnellement, on pose l'écu personnel de l'empereur sur celui de l'Empire. Avant 1368, les armes sont une aigle monocéphale. Après 1368, les empereurs utilisent l'aigle bicéphale et les rois des Romains l'aigle monocéphale. Cette tradition est cependant mal attestée avant le XVe siècle
| Armes personnelles | Armes impériales | Nom de l'empereur et blasonnement |
|                    |                  | empereurs Hohenstaufen - 1138-1152 : Conrad III (1093 † 1152) - 1152-1190 : Frédéric Ier Barberousse (1123 † 1190), sacré en 1155 - 1190-1197 : Henri VI (1165 † 1197), sacré en 1191 Frédéric II (1194 † 1250) Conrad IV (1228 † 1254) Armes attestées: D'or, à l'aigle de sable, membrée, becquée et armée de gueules Armes attribuées: D'or, à l'aigle de sable, membrée, becquée et armée de gueules ; sur-le-tout d'or aux trois lions passant de sable. |
|                    |                  | - 1198-1218 : Othon IV de Brunswick (1174 † 1218), sacré en 1209 D'or, à l'aigle de sable, membrée, becquée et armée de gueules ; sur-le-tout de gueules aux deux léopards d'or armés et lampassés d'azur. |
|                    |                  | - 1212-1250 : Frédéric II (1194 † 1250), sacré en 1220 - 1250-1254 : Conrad IV (1228 † 1254) voir plus haut |
|                    |                  | - 1254-1256 : Guillaume de Hollande (1227 † 1256) D'or, à l'aigle de sable, membrée, becquée et armée de gueules ; sur-le-tout d'or, au lion de gueules, armé et lampassé d'azur. |
|                    |                  | - 1257-1272 : Richard de Cornouailles (1209 † 1272), roi des romains D'or, à l'aigle de sable, membrée, becquée et armée de gueules ; sur-le-tout d'argent au lion de gueules armé, lampassé et couronné d'or et à la bande de sable besanté d'or. |
|                    |                  | - 1273-1291 : Rodolphe Ier de Habsbourg (1218 † 1291) D'or, à l'aigle de sable, membrée, becquée et armée de gueules ; sur-le-tout d'or au lion de gueules armé, lampassé et couronné d'azur. |
|                    |                  | - 1292-1298 : Adolphe de Nassau (1250 † 1298) D'or, à l'aigle de sable, membrée, becquée et armée de gueules ; sur-le-tout d'azur, semé de billettes, au lion couronné, le tout d'or, armé et lampassé de gueules. |
|                    |                  | - 1298-1308 : Albert Ier de Habsbourg (1248 † 1308) D'or, à l'aigle de sable, membrée, becquée et armée de gueules ; sur-le-tout de gueules à la fasce d'argent. |
|                    |                  | - 1308-1313 : Henri VII de Luxembourg (1275 † 1313), sacré en 1312 D'or, à l'aigle de sable, membrée, becquée et armée de gueules ; sur-le-tout burelé d'argent et d'azur de dix pièces, au lion de gueules, armé, lampassé et couronné d'or. |
|                    |                  | - 1314-1347 : Louis IV de Bavière (1286 † 1347), sacré en 1328 D'or, à l'aigle de sable, membrée, becquée et armée de gueules ; sur-le-tout fuselé en bande d'azur et d'argent. |
|                    |                  | - 1348-1378 : Charles IV de Luxembourg (1316 † 1378), sacré en 1355 - 1378-1400 : Wenceslas de Luxembourg (1361 † 1419) Ferdinand IV de Habsbourg (1633 † 1654), roi des romains en 1653 D'or, à l'aigle de sable, membrée, becquée et armée de gueules ; sur-le-tout de gueules, au lion d'argent à la queue fourchée passée en sautoir, couronné, armé et lampassé d'or. |
|                    |                  | - 1400-1410 : Robert de Wittelsbach (1352 † 1410) D'or, à l'aigle de sable, membrée, becquée et armée de gueules ; sur-le-tout écartelé en 1 et 4 de sable, au lion d'or, armé, lampassé et couronné de gueules et en 2 et 3 fuselé en bande d'azur et d'argent. |
|                    |                  | - 1411-1437 : Sigismond de Luxembourg (1368 † 1437), sacré en 1433 d'or, à l'aigle bicéphale de sable, membrée, becquée et armée de gueules ; sur le tout parti en 1 de gueules, au lion d'argent à la queue fourchée passée en sautoir, couronné, armé et lampassé d'or et en 2 fascé de gueules et d'argent. |
|                    |                  | - 1437-1438 : Albert II de Habsbourg (1397 † 1439) D'or, à l'aigle de sable, membrée, becquée et armée de gueules ; sur-le-tout parti en 1 de gueules, au lion d'argent à la queue fourchée passée en sautoir, couronné, armé et lampassé d'or et en 2 fascé de gueules et d'argent ; sur le tout du tout de gueules à la fasce d'argent. |
|                    |                  | - 1440-1493 : Frédéric III de Styrie (1415 † 1493), sacré en 1452 d'or, à l'aigle bicéphale de sable, membrée, becquée et armée de gueules ; sur le tout de gueules à la fasce d'argent. |
|                    |                  | - 1493-1519 : Maximilien Ier de Habsbourg (1459 † 1519), sacré en 1508 d'or, à l'aigle bicéphale de sable, membrée, becquée et armée de gueules ; sur le tout parti en 1 de gueules à la fasce d'argent, en 2 bandé d'or et d'azur de six pièces à la bordure de gueules. |
|                    |                  | - 1519-1556 : Charles Quint (1500 † 1558), sacré en 1519 d'or, à l'aigle bicéphale de sable, membrée, becquée et armée de gueules ; sur le tout coupé : en chef parti en 1 écartelé en 1 et 4, de gueules au château d'or ouvert et ajouré d'azur et en 2 et 3 d'argent au lion de gueules armé, lampassé et couronné d'or, en 2 parti en 1 d'or à quatre pals de gueules et en 2 écartelé en sautoir d'or aux quatre pals de gueules et d'argent à l'aigle de sable, accompagnée en pointe d'argent à une pomme grenade de gueules, tigée et feuilleté de sinople ; et en pointe écartelé en 1 de gueules à la fasce d'argent, en 2 d'azur semé de fleurs de lys d'or à la bande componée d'argent et de gueules, en 3 bandé d'or et d'azur de six pièces, à la bordure de gueules et en 4 de sable au lion d'or, armé et lampassé de gueules, sur le tout parti d'or au lion de sable armé, couronné et lampassé de gueules et d'argent à l'aigle éployée de gueules, membrée et becquée d'or.                                                 |
|                    |                  | - 1558-1564 : Ferdinand Ier de Habsbourg (1503 † 1564), empereur - 1554-1576 : Maximilien II de Habsbourg (1527 † 1576), empereur Joseph Ier de Habsbourg (1678 † 1711), empereur en 1709 D'or, à l'aigle bicéphale de sable, membrée, becquée et armée de gueules ; sur-le-tout écartelé en 1 et 4 de gueules, au lion d'argent à la queue fourchée passée en sautoir, couronné, armé et lampassé d'or et en 2 et 3 fasce de gueules et d'argent, sur le tout du tout parti de gueules à la fasce d'argent et bandé d'or et d'azur à la bande de gueules. |
|                    |                  | - 1576-1611 : Rodolphe II de Habsbourg (1552 † 1612), empereur - 1612-1619 : Mathias de Habsbourg (1557 † 1619), empereur - 1619-1637 : Ferdinand II de Habsbourg (1578 † 1637), empereur Léopold Ier de Habsbourg (1640 † 1705) D'or, à l'aigle bicéphale de sable, membrée, becquée et armée de gueules ; sur-le-tout écartelé, en 1 de gueules, au lion d'argent à la queue fourchée passée en sautoir, couronné, armé et lampassé d'or, en 2 fascé d'argent et de gueules, en 3 parti de gueules à la fasce d'argent et bandé d'or et d'azur en six pièces à la bordure de gueules et en 4 écartelé en 1 et 4 de gueules au château d'or et en 2 et 3 d'argent au lion de gueules armé lampassé et couronné d'or. |
|                    |                  | - 1637-1657 : Ferdinand III de Habsbourg (1608 † 1657), empereur D'or, à l'aigle bicéphale de sable, membrée, becquée et armée de gueules ; sur-le-tout écartelé, en 1 fascé d'argent et de gueules, en 2 de gueules au lion d'argent à la queue fourchée passée en sautoir, couronné, armé et lampassé d'or, en 3 écartelé en 1 et 4 de gueules au château d'or et en 2 et 3 d'argent au lion de gueules armé lampassé et couronné d'or et en 4 parti de bandé d'or et d'azur en six pièces à la bordure de gueules et de coupé d'argent à l'aigle de gueules éployée, membrée, languée et becquée d'or et d'or au lion de sable armé et lampassé de gueules ; sur le tout du tout de gueules à la fasce d'argent. |
|                    |                  | - 1653-1654 : Ferdinand IV de Habsbourg (1633 † 1654) voir plus haut |
|                    |                  | - 1657-1705 : Léopold Ier de Habsbourg (1640 † 1705), empereur voir plus haut |
|                    |                  | - 1705-1711 : Joseph Ier de Habsbourg (1678 † 1711), empereur voir plus haut |
|                    |                  | - 1711-1740 : Charles VI de Habsbourg (1685 † 1740), empereur D'or, à l'aigle bicéphale de sable, membrée, becquée et armée de gueules ; sur-le-tout écartelé, en 1 de gueules au château d'or, en 2 fascé d'argent et de gueules, en 3 parti d'or aux quatre pals et d'écartelé en sautoir d'or aux quatre pals et d'argent à l'aigle éployée de sable, en 4 parti de gueules à la fasce d'argent et de bandé d'or et d'azur en six pièces à la bordure de gueules ; sur le tout du tout de gueules au lion d'argent à la queue fourchée passée en sautoir, couronné, armé et lampassé d'or. |
|                    |                  | - 1742-1745 : Charles VII de Bavière (1697 † 1745), empereur D'or, à l'aigle bicéphale de sable, membrée, becquée et armée de gueules ; sur-le-tout écartelé en 1 et 4 de sable, au lion d'or, armé, lampassé et couronné de gueules et en 2 et 3 fuselé en bande d'azur et d'argent, sur le tout du tout de gueules à l'orbe d'or cerclée de même. |
|                    |                  | - 1745-1765 : François Ier de Lorraine (1708 † 1765), empereur D'or, à l'aigle bicéphale de sable, membrée, becquée et armée de gueules ; sur-le-tout coupé et parti en 3, au premier fascé de gueules et d'argent, au second d'azur semé de lys d'or et au lambel de gueules, au troisième d'argent à la croix potencée d'or, cantonnée de quatre croisettes du même, au quatrième d'or aux quatre pals de gueules au cinquième parti d'azur semé de lys d'or et à la bourdure de gueules, au sixième d'azur au lion contourné d'or, armé, lampassé et couronné de gueules, au septième d'or au lion de sable armé et lampassé de gueules, au huitième d'azur semé de croisettes d'or et aux deux bar d'or. Sur le tout du tout parti d'or à la bande de gueules chargé de trois alérions d'argent et d'or à six tourteaux mis en orle, cinq de gueules, celui en chef d'azur chargé de trois fleurs de lis d'or. |
|                    |                  | - 1765-1790 : Joseph II de Habsbourg-Lorraine (1741 † 1790), empereur d'or, à l'aigle bicéphale de sable, membrée, becquée et armée de gueules ; sur le tout écartelé en 1 parti fascé d'argent et de gueules de huit pièces et de gueules, à la croix patriarcale pattée d'argent, issante d'une couronne d'argent, plantée au sommet d'un mont de trois coupeaux de sinople, en 2 de gueules au lion d'argent à la queue fourchée passée en sautoir, couronné, armé et lampassé d'or, en 3 bandé d'or et d'azur à la bordure de gueules et en 4 d'or à six tourteaux mis en orle, cinq de gueules, celui en chef d'azur chargé de trois fleurs de lis d'or, sur le tout du tout parti de gueules à la fasce d'argent et d'or à la bande de gueules chargé de trois alérions d'argent. |
|                    |                  | - 1790-1792 : Léopold II de Habsbourg-Lorraine (1747 † 1792), roi de Bohême et de Hongrie, empereur - 1792-1804 : François II de Habsbourg-Lorraine (1768 † 1835), roi de Bohême et de Hongrie, empereur germanique, puis empereur d'Autriche d'or, à l'aigle bicéphale de sable, membrée, becquée et armée de gueules ; sur le tout écartelé en 1 parti fascé d'argent et de gueules de huit pièces et de gueules, à la croix patriarcale pattée d'argent, issante d'une couronne d'argent, plantée au sommet d'un mont de trois coupeaux de sinople, en 2 de gueules au lion d'argent à la queue fourchée passée en sautoir, couronné, armé et lampassé d'or, en 3 bandé d'or et d'azur à la bordure de gueules et en 4 d'azur semé de croisette d'or aux deux bars adossés d'or, sur le tout du tout tiercé en pal en 1 d'or à la bande de gueules chargé de trois alérions d'argent, en 2 de gueules à la fasce d'argent et en 3 d'or à six tourteaux mis en orle, cinq de gueules, celui en chef d'azur chargé de trois fleurs de lis d'or. |